# MRK Kozala Rijeka
Muški rukometni klub "Kozala" Rijeka (MRK Kozala; Kozala; Kozala Rijeka) je muški rukometni klub iz Rijeke, Primorsko-goranska županija.

## O klubu
Klub je osnovan 1965. godine na inicijativu Mjesne zajednice Kozala. Klub se u ligaško natjecanje uključio 1967. godine u Općinskoj rukometnoj ligi Rijeka, koju osvaja u sezoni 1971./72., te se plasira u Primorsko-istarsku regionalnu ligu.  
 
Početkom Domovinskog rata, zbog odlaska većine igrača u postrojbe Hrvatske vojske, seniorska momčad se gasi, te se kratko nastavlja rad s dječjim uzrastima. 1992. godine pogiba dugogodišnji kapetan Zvonimir Škerl, te je u spomen na njega pokrenut memorijalni turnir. 
 Do obnove rada kluba službeno dolazi 1997. godine. Mlađi uzrasti se u ligaška natjecanja uključuju od sezone 1998./99., a seniori od sezone 2001./02. Klub je od sezone 2012./13. član 1. HRL. 
 
Klub je više puta sudjelovau u završnicama hrvatskog prvenstva za mlađe uzraste, gdje se može izdvojiti osvojeno prvenstvo za kadete u sezoni 2010./11. (igrači rođeni 1994. i 1995. godine). 
 
Pri klubu je od 1967. godine djelovala i ženska sekcija, koja je 1980.-ih nastupala u Hrvatskoj ligi.

## Poznati igrači
- Nikola Blažičko (mlađi uzrasti)
- Darko Dunato
- Dean Odžbolt
- Zvonimir Škerl

## Unutrašnje poveznice
- Kozala
- ŽRK Kozala Rijeka

## Vanjske poveznice
- MRK Kozala Rijeka, facebook stranica
- mrkkozala.hr, wayback arhiva
- furkisport.hr/hrs, Kozala, rezultati po sezonama
- sportilus.com, Muški rukometni klub Kozala Rijeka